# Gordini
Gordini es el nombre con el que fue conocida una marca francesa de automóviles deportivos, que supiera participar también como equipo de Fórmula 1. Fue creada en el año 1936 y debe su nombre a su fundador, el ingeniero italo-francés Amédée Gordini. Esta firma fue reconocida en Europa por el accionar de su fundador, quien se mudó a Francia en 1936 donde instaló sus talleres en los que se especializaba en la preparación de modelos Fiat para competiciones. Entre 1937 y 1952, firmó un contrato de exclusividad con el también fabricante francés Simca, a través del cual también se destacó como preparador de coches mejorados para competición. Entre medio de este período, Gordini sufrió las consecuencias de la Segunda Guerra Mundial, paralizando por completo sus actividades en el transcurso de este conflicto. Durante el tiempo que duró su alianza con Simca, obtuvo gran notoriedad por sus actuaciones en competencias de resistencia, como las 24 Horas de Le Mans.
Tras su ruptura en 1952 con Simca, Gordini encaró un importante proyecto como productor independiente, que incluyó la creación de una escudería de Fórmula 1 y el desarrollo de sus propias unidades, como así también de sus propios impulsores. Asimismo, tuvo también intervenciones en carreras de resistencia, aunque sin el brillo de su época de alianza con Simca.
Tras varios años como productor independiente, Amédée Gordini fue contratado en el año 1958 por la firma francesa Renault para hacerse cargo de su departamento de preparación de motores, decidiendo finalmente vender su marca a la Renault, quien en 1969 la terminó convirtiendo en la división de coches mejorados Renault Gordini.

## Historia

### Su fundador
Amédée Gordini, fue un ingeniero italo-francés nacido en Bazzano, Italia, el 23 de junio de 1899. De origen humilde, fue el cuarto hermano de una familia de campesinos sin tierras. La delicada situación en la que había quedado su familia tras el repentino fallecimiento de su padre, llevó al joven Amédée a ser criado por su tío que profesaba la misma actividad de sus padres. Sin embargo, él sería quien comenzaría a iniciar a su sobrino en el mundo automotor, llevándolo en 1908 a ver una competencia de la Coppa Florio que se disputaba en la localidad de Bologna. Allí, el joven Amédée comenzó a interesarse en la preparación y armado de vehículos de competición para buscar el sustento de su futuro. Tras este período compartiendo su vida con su tío, El pequeño Amédée retorna al hogar familiar tras el segundo matrimonio de su madre, siendo adoptado por un trabajador ferroviario quien le ofrece a Amédée la oportunidad de asistir por primera vez a la escuela. Sin embargo, el deseo de aprender rápidamente sobre la mecánica automotor, lo llevó a emplearse a sus 12 años como ayudante de herrero. Tras un tiempo trabajando en este rubro, decide buscar nuevos horizontes recalando en una concesionaria de automóviles Fiat, donde se emplearía como jornalizado multiuso. Esta concesionaria estaba a cargo de Eduard Weber (quien años más tarde se volvería famoso por desarrollar los carburadores que llevan su apellido), quien descubrió el interés de Gordini por la mecánica automotriz, dándole la posibilidad de continuar capacitándose. Tras haber trabajado con Weber, fue traspasado a la fábrica de Isotta Fraschini, donde conocería a Alfieri Maserati (futuro fundador de la marca de automóviles Maserati), con quien trabajara a la par. Sus funciones dentro de la IF durarían hasta el año 1917, cuando fue reclutado por el ejército del Reino de Italia para combatir en la Primera Guerra Mundial.

### Primeros trabajos
Tras volver de la guerra, Amédée Gordini retomaría su posición dentro de la Isotta Fraschini, aunque repartiría también su tiempo en la búsqueda de lograr ese coche desarrollado íntegramente de sus manos. De esta forma, encara la fabricación por su cuenta de un pequeño vehículo al que dotaría de un impulsor de origen Bianchi. Asimismo, conformaría con Giusseppe Moschini un grupo de trabajo con el cual comenzaría a desarrollar un prototipo sobre base SCAT, con el objetivo de romper récords de velocidad en el año 1915. Para este emprendimiento, Amédée volvería a cruzar su camino con otra futura personalidad del volante, siendo este un joven Tazio Nuvolari. Con sus actividades dentro de la IF y atendiendo su propio taller, Gordini decide emigrar en 1925 hacia París, donde comenzaría a trabajar en un taller de Fiat continuando con su política desarrollista. Su trabajo lo llevaría a cabo de la mano del propietario de este taller, llamado Giuseppe Cattaneo, quien además de ponerlo a trabajar bajo sus órdenes, pronto descubriría las cualidades de preparación de Gordini, permitiéndole a este atender dentro de su taller no sólo a vehículos de la marca Fiat, sino también de otras marcas tales como Hispano-Suiza, Bugatti y los mismísimos Isotta Fraschini. Con el paso del tiempo, Gordini comenzaría a ver la posibilidad de abrirse su propio camino dentro de la preparación de automóviles.

### Era Fiat
Tras haber trabajado a las órdenes de Cattáneo, en 1926 decide abrir su primer taller propio de preparación de automóviles, recibiendo mayoritariamente modelos de la marca Fiat. Sus reputación como preparador de automóviles comenzaría a cobrar notoriedad, al punto tal de recibir en su taller los automóviles del Maharajá de Kapurthala Sir Jagatjit Singh, quien primeramente le confió la preparación de su Fiat Balilla Coppa d’Oro. Tras haber recibido con agrado la preparación de su primera unidad, prontamente le confiaría la preparación de su segundo coche, un Bugatti Tipo 37, al cual le daría la posibilidad de usar cuando lo requiriese, como muestra de agradecimiento. Esta premiación sería un paso fundamental para Gordini, quien aprovecharía la oportunidad para visitar la central de Fiat en Turín, para encarar negociaciones directas con los popes de esta marca, a fin de obtener una franquicia propia para instalar en París. Si bien, la representación de Fiat en Francia estaba a cargo del industrial Henri Pigozzi, Gordini consideró más acertado negociar directamente con la casa italiana, antes que por su intermediario. Su aparición al comando del Bugatti del Maharajá sorprendería a los directivos de la casa italiana, quienes en 1929 harían realidad el sueño de Gordini, quien para ese año tomaría la decisión de afincarse definitivamente en París y adoptar la nacionalidad francesa y cambiar su nombre por su traducción al francés (Amédee).

### Era Simca
Entre 1937 y 1952, firmó un contrato de exclusividad con el también fabricante francés Simca, a través del cual también se destacó como preparador de coches mejorados para competición. Entre medio de este período, Gordini sufrió las consecuencias de la Segunda Guerra Mundial, paralizando por completo sus actividades en el transcurso de este conflicto. Durante el tiempo que duró su alianza con Simca, obtuvo gran notoriedad por sus actuaciones en competencias de resistencia, como las 24 Horas de Le Mans.

### Era independiente
Tras su ruptura en 1952 con Simca, Gordini encaró un importante proyecto como productor independiente, que incluyó la creación de una escudería de Fórmula 1 y el desarrollo de sus propias unidades, como así también de sus propios impulsores. Asimismo, tuvo también intervenciones en carreras de resistencia, aunque sin el brillo de su época de alianza con Simca.

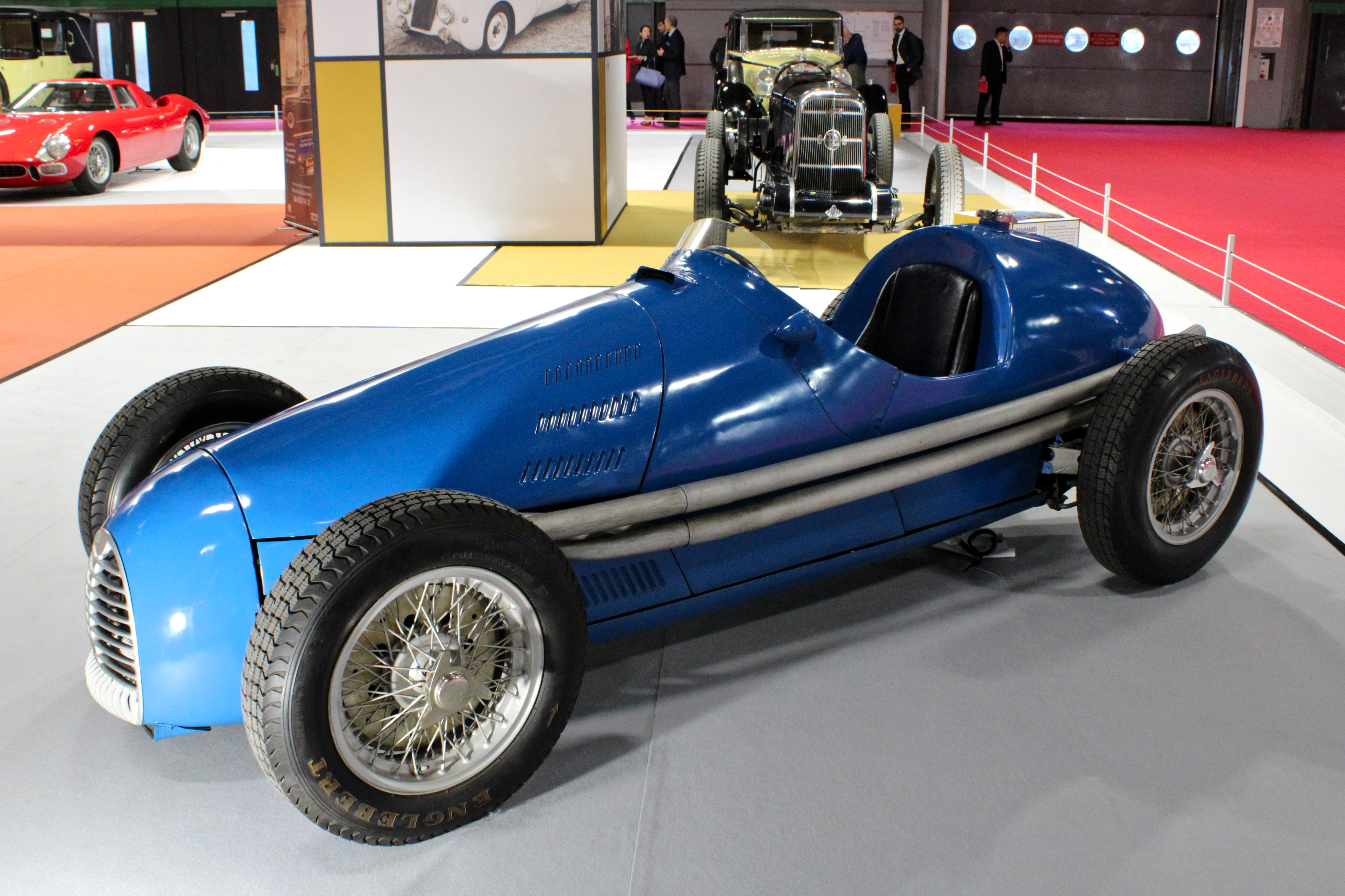
Gordini Tipo 16 de Fórmula 1.

Gordini compitió en el campeonato de Fórmula 1 desde 1950 a 1956, con el Tipo 15, Tipo 16 y Tipo 32. Logró dos podios y una vuelta rápida.

### Era Renault
Tras varios años como productor independiente, Amédée Gordini fue contratado en el año 1958 por la firma francesa Renault para hacerse cargo de su departamento de preparación de motores, decidiendo finalmente vender su marca a la Renault, quien en 1969 la terminó convirtiendo en la división de coches mejorados Renault Gordini.